# Филарет (Кузмин)
Епи́скоп Филаре́т (рум. Episcopul Filaret, в миру Ю́рий Диони́сович Кузми́н, рум. Iurii Cuzmin; 30 января 1978, село Донич, Оргеевский район, Молдавская ССР) — епископ Русской православной церкви, епископ Кэприянский, викарий Кишинёвской епархии.

## Биография
Родился 30 января 1978 года в селе Доничь Оргеевского района Молдавской ССР, крещён во младенчестве. В 1985—1993 годы учился в средней школе села Донич.
В 1994 года при поступлении в монастырь исполнял клиросное послушание. В 1995—1999 годы проходил обучение в Кишинёвской духовной семинарии, затем поступил в Кишинёвскую духовную академию, которую окончил в 2001 году.
3 декабря 1996 года наместником Никольского мужского монастыря села Добруша Шолданештского района Молдовы архимандритом Дамианом (Потороакэ) был пострижен в рясофор, 4 декабря — в мантию с именем Филарет в честь праведного Филарета Милостивого.
8 января 1998 года в кафедральном соборе Рождества Христова в Кишинёве митрополитом Кишинёвским и всея Молдовы Владимиром (Кантаряном) рукоположен в сан диакона, 14 января в соборе святителя Василия Великого в городе Единцы тем же иерархом — в сан пресвитера.
В 1998 года назначен временным настоятелем Архангельского храма села Гэузень Шолданештского района. В 2000 года возведён в сан игумена.
3 апреля 2002 года назначен секретарём Успенского Кэприянского мужского монастыря Кишинёвской епархии, 23 июля — наместником Кэприянской обители. С 2003 года — член попечительского наблюдательного Совета по восстановлению Кэприянского монастыря. В том же году возведен в сан архимандрита.
В 2020—2022 годы учился в магистратуре при Кишинёвской духовной академии по направлению «Православное богословие и социальная деятельность», получил степень магистра богословия.
2 декабря 2021 годы назначен секретарём Синодального отдела по монастырям и монашеству Православной Церкви Молдовы.
С 5 января 2022 года исполняет послушание благочинного церквей Страшенского района Кишинёвской епархии.
11 октября 2023 года решением Священного Синода Русской православной церкви избран избран епископом Кэприянским, викарием Кишинёвской епархии.
21 октября 2023 года в кафедральном соборе Рождества Христова в Кишинёве митрополит Кишинёвский и всея Молдовы Владимир (Кантарян) возглавил чин наречения архимандрита Филарета во епископа Кэприянского, викария Кишиневской епархии.
22 октября 2023 года в кафедральном соборе Рождества Христова в Кишинёве состоялась его епископская хиротония, которую совершили: митрополит Кишиневский и всея Молдовы Владимир (Кантарян), архиепископ Тираспольский и Дубоссарский Савва (Волков), архиепископ Кагульский и Комратский Анатолий (Ботнарь), архиепископ Унгенский и Ниспоренский Петр (Мустяцэ), архиепископ Бельцкий и Фэлештский Маркелл (Михэеску), архиепископ Единецкий и Бричанский Никодим (Вулпе), епископ Богородский Амвросий (Мунтяну), епископ Сорокский Иоанн (Мошнегуцу), епископ Орхейский Силуан (Шаларь).